# Epígono
Epígono deriva de la palabra griega ἐπίγονος que significa "nacido después". Suele referirse a la persona que sigue el estilo de una generación anterior.

## Reyes epígonos
En referencia al período helenístico de la historia de Grecia se llama epígonos a los reyes que sucedieron en el trono a los diádocos (los generales de Alejandro Magno que a su muerte se repartieron el territorio conquistado y fundaron los reinos helenísticos). Los epígonos helenísticos no fueron tan ambiciosos como los diádocos, pues ninguno de ellos tuvo la intención de restaurar el imperio de Alejandro en toda su magnitud, sino que se dedicaron a consolidar los nuevos reinos creados. Heredaron el espíritu de la cultura griega y trataron de extenderlo y protegerlo.

## Epígono, escultor
Epígono ( Ἐπίγονος, Epígonos, a veces transcrito como Epígonas) es el nombre de un escultor griego del siglo III a. C. (periodo helenístico), perteneciente a la escuela de Pérgamo, y que trabajó para Átalo I (“Gálata moribundo”).